# Derek Anderson (giocatore di football americano)
Derek Matthew Anderson (Scappoose, 15 giugno 1983) è un ex giocatore di football americano statunitense che gioca nel ruolo di quarterback nella National Football League. Fu scelto dai Baltimore Ravens nel corso del sesto giro del Draft NFL 2005. Al college ha giocato a football alla Oregon State University.

## Carriera professionistica

### Baltimore Ravens
Anderson fu scelto dai Baltimore Ravens come 213º assoluto nel Draft 2005. Con essi non scese mai in campo, venendo svincolato il 20 settembre 2005 e firmando il giorno successivo coi Cleveland Browns.

### Cleveland Browns
Nel 2005, Anderson non scese mai in campo, chiuso da Trent Dilfer e Charlie Frye. L'anno successivo divenne la prima riserva del titolare Frye, disputando le sue prime cinque partite di cui tre come titolare.
Nel 2007, Frye fu ancora nominato titolare a inizio anno ma fu rilevato da Anderson nel corso della prima gara contro i Pittsburgh Steelers e scambiato coi Seattle Seahawks pochi giorni dopo. Nominato quarterback titolare dall'allenatore Romeo Crennel per la settimana 2, Anderson passò 328 yard e 5 touchdown nella vittoria contro i Cincinnati Bengals. Il 30 settembre invece batté i Ravens, la squadra che lo aveva scelto nel draft, passando 204 yard e 2 touchdown. Anderson guidò i Browns a un record di 10-6, terminando con 29 touchdown e 19 Intercetti, venendo convocato per il Pro Bowl al posto dell'infortunato Tom Brady.
La stagione 2008 fu più difficoltosa per Anderson, che all'inizio del mese di novembre fu sostituito come titolare dal quarterback al secondo anno Brady Quinn. Tornato titolare a fine mese un infortunio di Quinn, Anderson si infortunò al legamento mediale collaterale il 30 novembre. chiudendo la sua annata.

### Arizona Cardinals
Il 17 marzo 2010, Anderson firmò un contratto biennale del valore di 7,25 milioni di dollari con gli Arizona Cardinals. Dopo il ritiro di Kurt Warner e con Matt Leinart che fu svincolato, Anderson divenne il quarterback titolare dei Cardinals. Nelle prime partite però faticò, venendo sostituito dal rookie Max Hall il 6 ottobre. Anderson tornò ad essere nominato titolare nella gara del 7 novembre contro i Minnesota Vikings. Nella settimana 14 però, Anderson uscì a causa di una commozione cerebrale, venendo sostituito da Hall che a sua volta si infortunò. L'altro rookie John Skelton rimase il titolare per tutto il resto della stagione.
Il 28 luglio 2011, Anderson fu svincolato dai Cardinals.

### Carolina Panthers
Il 31 luglio 2011, Anderson firmò coi Carolina Panthers per essere la riserva di Cam Newton e per tre anni scese sporadicamente in campo e solo nei finali di partita. Tornò a partire come titolare nella gara della settimana 1 della stagione 2014 quando Newton fu costretto a cedere il passo a causa di un infortunio alle costole. Anderson ripagò la fiducia passando 230 yard e 2 touchdown, conducendo i suoi alla vittoria in trasferta sui Tampa Bay Buccaneers. L'8 dicembre 2014, Newton subì un incidente stradale che gli impedì di scendere in campo nella gara della settimana 15 contro i  Buccaneers, così Anderson fu nominato titolare per la seconda volta in stagione, conducendo ancora la squadra alla vittoria con 277 yard passate e un touchdown.

### Buffalo Bills
Nel 2018 Anderson firmò con i Buffalo Bills. Nel settimo turno fu nominato titolare al posto dell'infortunato rookie Josh Allen ma la squadra fu sconfitta dagli Indianapolis Colts.

## Palmarès

### Franchigia
- National Football Conference Championship: 1

Carolina Panthers: 2015

### Individuale
- Convocazioni al Pro Bowl: 1

2007

## Statistiche
| 2005   | BAL    | 0  | 0  | 0   | 0     | 0     | 0     | 0    | 0  | 0  | 0  | 0.0   | 0  | 0   | 0    | 0 | 0  | 0  |
| 2005   | CLE    | 0  | 0  | 0   | 0     | 0     | 0     | 0    | 0  | 0  | 0  | 0.0   | 0  | 0   | 0    | 0 | 0  | 0  |
| 2006   | CLE    | 5  | 3  | 66  | 117   | 56.4  | 793   | 6.8  | 5  | 8  | 8  | 63.1  | 4  | 47  | 11.8 | 0 | 2  | 1  |
| 2007   | CLE    | 16 | 15 | 298 | 527   | 56.5  | 3,787 | 7.2  | 29 | 19 | 14 | 82.5  | 32 | 70  | 2.2  | 3 | 5  | 2  |
| 2008   | CLE    | 10 | 9  | 142 | 283   | 50.2  | 1,615 | 5.7  | 9  | 8  | 14 | 66.5  | 25 | 55  | 2.2  | 0 | 9  | 2  |
| 2009   | CLE    | 8  | 7  | 81  | 182   | 44.5  | 888   | 4.9  | 3  | 10 | 11 | 42.1  | 10 | 8   | 0.8  | 2 | 5  | 3  |
| 2010   | ARI    | 12 | 9  | 169 | 327   | 51.7  | 2,065 | 6.3  | 7  | 10 | 25 | 65.9  | 5  | 25  | 5    | 0 | 6  | 3  |
| 2011   | CAR    | 2  | 0  | 0   | 0     | 0     | 0     | 0    | 0  | 0  | 0  | 0.0   | 2  | -2  | -1.0 | 0 | 0  | 0  |
| 2012   | CAR    | 2  | 0  | 4   | 4     | 100.0 | 58    | 14.5 | 0  | 0  | 0  | 118.8 | 0  | 0   | 0.0  | 0 | 0  | 0  |
| 2013   | CAR    | 4  | 0  | 0   | 0     | 0     | 0     | 0    | 0  | 0  | 0  | 0     | 5  | 0   | 0.0  | 0 | 0  | 0  |
| Totale | Totale | 59 | 43 | 760 | 1,440 | 52.8  | 9,206 | 6.4  | 53 | 55 | 72 | 69.1  | 82 | 203 | 2.6  | 5 | 27 | 11 |

Statistiche aggiornate alla stagione 2013